# Digital Eclipse
Digital Eclipse — американский разработчик видеоигр, базирующийся в Эмеривилле, Калифорния. Основанная Эндрю Эйром в 1992 году, компания добилась успеха в разработке коммерческих эмуляторов аркадных игр для Game Boy Color. В 2003 году компания объединилась с ImaginEngine и создала Backbone Entertainment. Группа сотрудников Digital Eclipse отделилась от Backbone и сформировала Other Ocean Interactive, которая в 2015 году купила и возродила бренд Digital Eclipse. Среди его сотрудников есть специалист по сохранению видеоигр Фрэнк Чифальди. В 2023 году Atari SA приобрела компанию за $6,5 млн.

## История
Компания Digital Eclipse была основана в 1992 году Эндрю Эйром, уроженцем Сент-Джонса, Ньюфаундленда и Лабрадора, выпускником Гарвардского университета.  Первые офисы компании были открыты на «невзрачной, заполненной заводами» улице в Эмеривилле, Калифорния, куда Эйр переехал после окончания учебы, чтобы жить со своей девушкой. Первоначально компания Digital Eclipse была технологическим стартапом, но вскоре обнаружила, что их программное обеспечение будет полезно в индустрии видеоигр, и вместо этого обратилась к разработке игр. Используя свои технологии, компания решила производить коммерческие эмуляции аркадных игр, таких как Joust, Defender и Robotron: 2084 от Williams Electronics . Для этих игр Digital Eclipse разработала интерпретатор, который эмулировал набор микросхем игровых автоматов, включая центральный процессор Motorola 6809 .  Этот подход был предназначен для того, чтобы эмуляции действовали так же, как оригинальные версии этих игр, и не содержали каких-либо недостатков, которые могли бы быть внесены прямыми портами.  Все три эмулировать игры были выпущены как часть серии Digital Arcade для Mac OS в 1995 году
Digital Eclipse добилась дальнейшего успеха, когда был выпущен Game Boy Color; новая портативная консоль включала в себя центральный процессор, основанный на архитектуре Zilog Z80, процессор, используемый в старых аркадных автоматах. В то время как другие разработчики перешли к разработке игра на более мощную домашнюю консоль PlayStation, Digital Eclipse разработала около 60 игр для своего нишевого рынка на Game Boy Color. Они выпустили Klax, Spy Hunter, Moon Patrol, Paperboy, Joust, Defender и 720°, а также оригинальную игру Tarzan, которую Digital Eclipse выпустила для Activision. Digital Eclipse также открыла вторую студию в Ванкувере, Канада. В феврале 2001 года компания объявила о своем выходе на рынок игр для устройств «беспроводной сети», наняв Скотта Нисбета в качестве директора по беспроводным играм, а также Брюса Биндера в качестве консультанта Нисбета.
В 2003 году Digital Eclipse объединилась с ImaginEngine, создав Backbone Entertainment ; в то время как ImaginEngine оставалась независимой студией в рамках этой структуры, студии Digital Eclipse стали Backbone Emeryville и Backbone Vancouver соответственно. К этому моменту Digital Eclipse выпустила 70 игр для 11 различных платформ. В феврале 2006 года Backbone открыла еще одну дочернюю студию Backbone Charlottetown в Шарлоттауне, остров Принца Эдуарда, Канада, под руководством Эйра. В мае 2007 года новая студия, в которую вошли Эйр и несколько бывших сотрудников Digital Eclipse, отделилась от Backbone и стала Other Ocean Interactive, стремясь в меньшей степени продемонстрировать прежние отрицательные черты Digital Eclipse.
Backbone Vancouver была в основном расформирована в сентябре 2008 г. и полностью закрыта в мае 2009 г., а Backbone уволила большую часть своего персонала в Эмеривилле в октябре 2012 г. 8 июня 2015 года, после приобретения Digital Eclipse, материнская компания Other Ocean, Other Ocean Group, объявила о реформировании Digital Eclipse в рамках своей студии Other Ocean Emeryville. В число соучредителей входят Эйр, Майк Мика, который выступал в качестве технического директора оригинального Digital Eclipse, и бывший автор Gamasutra Фрэнк Чифальди. В новом Digital Eclipse основное внимание было уделено сохранению видеоигр, и Чифальди стал «главой студии по реставрации» - по словам Чифальди, был первым в отрасли. В то время Чифальди также заявил, что Digital Eclipse стремится стать видеоигровым эквивалентом The Criterion Collection.

## Eclipse Engine
Часть работы Digital Eclipse включает их собственный инструмент Eclipse Engine, который позволяет им декомпилировать код из старых игр в машиночитаемый формат, который затем используется Eclipse Engine для воспроизведения в современных системах. Хотя компании может потребоваться дополнительные усилия, чтобы один раз декомпилировать старую игру в нужный формат, такой подход позволяет им быстро портировать версию Eclipse Engine на любую современную игровую систему, включая персональные компьютеры, консоли, портативные и мобильные устройства., с минимальными усилиями. Этот движок использовался в Mega Man Legacy Collection и The Disney Afternoon Collection. Eclipse Engine был в первую очередь разработан главой студии Digital Eclipse Майком Микой и инженером Other Ocean Кевином Уилсоном, ответвлением от движка Other Ocean Bakesale.

## Игры

### Как Digital Eclipse (1992–2004)
| Год  | Название                                        | Платформы |
| ---- | ----------------------------------------------- | --- |
| 1994 | Joust                                           | Mac OS |
| 1994 | Robotron: 2084                                  | Mac OS |
| 1994 | Defender                                        | Mac OS |
| 1995 | Activision's Commodore 64 15 Pack               | Windows |
| 1996 | Williams Arcade Classics                        | Dreamcast, Game.com, Microsoft Windows, MS-DOS, PlayStation, Sega Genesis, Sega Saturn, Super Nintendo Entertainment System |
| 1996 | Ms. Pac-Man                                     | Super Nintendo Entertainment System                                                                                         |
| 1996 | Arcade's Greatest Hits: The Atari Collection 1  | PlayStation, Sega Saturn, Super Nintendo Entertainment System                                                               |
| 1997 | Arcade's Greatest Hits: The Midway Collection 2 | Microsoft Windows, PlayStation                                                                                              |
| 1998 | NFL Blitz                                       | Game Boy Color |
| 1998 | Arcade's Greatest Hits: The Atari Collection 2  | PlayStation |
| 1998 | Rampage World Tour                              | Game Boy Color |
| 1999 | Knockout Kings                                  | Game Boy Color |
| 1999 | Disney's Tarzan                                 | Game Boy Color |
| 1999 | 720°                                            | Game Boy Color |
| 1999 | Atari Arcade Hits: Volume 1                     | Microsoft Windows |
| 1999 | Arcade's Greatest Hits: The Atari Collection 2  | Microsoft Windows |
| 1999 | Arcade Classic No. 4: Defender / Joust          | Game Boy Color |
| 1999 | Klax                                            | Game Boy Color |
| 1999 | Arcade Hits: Moon Patrol / Spy Hunter           | Game Boy Color |
| 1999 | Rampart                                         | Game Boy Color |
| 1999 | Rampage 2: Universal Tour                       | Game Boy Color |
| 1999 | Arcade Party Pak                                | PlayStation |
| 1999 | Mortal Kombat 4                                 | Game Boy Color |
| 1999 | Marble Madness                                  | Game Boy Color |
| 1999 | Ghosts 'n Goblins                               | Game Boy Color |
| 2000 | Dragon's Lair                                   | Game Boy Color |
| 2000 | Little Nicky                                    | Game Boy Color |
| 2000 | Alice in Wonderland                             | Game Boy Color |
| 2001 | Batman: Chaos in Gotham                         | Game Boy Color |
| 2001 | X-Men: Wolverine's Rage                         | Game Boy Color |
| 2001 | Rayman Advance                                  | Game Boy Advance |
| 2001 | Spyro: Season of Ice                            | Game Boy Advance |
| 2002 | Spider-Man                                      | Game Boy Advance |
| 2002 | Disney's Lilo & Stitch                          | Game Boy Advance |
| 2002 | Monster Force                                   | Game Boy Advance |
| 2002 | Spyro 2: Season of Flame                        | Game Boy Advance |
| 2002 | Disney's Kim Possible: Revenge of Monkey Fist   | Game Boy Advance |
| 2002 | Phantasy Star Collection                        | Game Boy Advance |
| 2003 | Lizzie McGuire: On the Go!                      | Game Boy Advance |
| 2003 | Spyro: Attack of the Rhynocs                    | Game Boy Advance |
| 2004 | Spider-Man 2                                    | Game Boy Advance |
| 2004 | Grand Theft Auto Advance                        | Game Boy Advance |

### Как Digital Eclipse (2015 – настоящее время)
| Год  | Название                                                                     | Платформы                                                                 |
| ---- | ---------------------------------------------------------------------------- | ------------------------------------------------------------------------- |
| 2015 | Mega Man Legacy Collection                                                   | Microsoft Windows, Nintendo 3DS, Nintendo Switch, PlayStation 4, Xbox One |
| 2017 | The Disney Afternoon Collection                                              | Microsoft Windows, PlayStation 4, Xbox One                                |
| 2018 | Street Fighter 30th Anniversary Collection                                   | Microsoft Windows, Nintendo Switch, PlayStation 4, Xbox One               |
| 2018 | SNK 40th Anniversary Collection                                              | Microsoft Windows, Nintendo Switch, PlayStation 4, Xbox One               |
| 2019 | Disney Classic Games: Aladdin and The Lion King                              | Microsoft Windows, Nintendo Switch, PlayStation 4, Xbox One               |
| 2020 | Samurai Shodown NeoGeo Collection                                            | Microsoft Windows, Nintendo Switch, PlayStation 4, Xbox One               |
| 2021 | Blizzard Arcade Collection                                                   | Microsoft Windows, Nintendo Switch, PlayStation 4, Xbox One               |
| 2021 | Space Jam: A New Legacy - The Game                                           | Xbox One                                                                  |
| 2021 | Disney Classic Games Collection: Aladdin, The Lion King, and The Jungle Book | Microsoft Windows, Nintendo Switch, PlayStation 4, Xbox One               |